# Alberto Lepori
Alberto Lepori (* 3. November 1930 in Massagno; heimatberechtigt in Lopagno, Gemeinde Capriasca) ist ein Schweizer Politiker, Tessiner Grossrat und  Staatsrat (CVP).

## Leben
Alberto Lepori ist der Sohn von Pierre und Rina Cattaneo und Neffe des Bundesrates Giuseppe Lepori. Er blieb ledig. Er besuchte das Gymnasium im Collegio Don Bosco in Maroggia, besuchte das Lyzeum in Lugano und 1954 promovierte zum Doktor der Rechte an der Universität Bern; seit 1957 war er Rechtsanwalt und Notar. Von 1960 bis 1963 besuchte er die Fakultät für Politikwissenschaften an der Katholischen Universität vom Heiligen Herzen in Mailand. Er war in der Jugendbewegung aktiv und war Präsident der Studentenvereinigung Gaunia in Lugano, der Tessiner Katholischen Jugend von 1950 bis 1955, der Guardia Luigi Rossi von 1959 bis 1960, Vizepräsident der Lepontia Cantonale von August 1953 bis September 1954 und ständiger Sekretär von Ostern 1956 bis Ostern 1960. Von 1956 bis 1964 und von 1976 bis 1980 war er Mitglied des Gemeindeparlaments in Massagno und von 1964 bis 1968 Gemeinderat (Exekutive). Er wurde zweimal in den Tessiner Grossrat gewählt, von 1959 bis 1968 und von 1983 bis 1991, und war Mitglied des Staatsrats von 1968 bis 1975 (1971 Präsident). 
Lepori war journalistisch tätig, leitete von 1955 bis 1959 Il Guardista und von 1965 bis 1968 die Zeitung Popolo e libertà; er war ab 1968 Redaktor der Zweimonatszeitschrift Dialoghi und arbeitete mit zahlreichen Zeitungen und Zeitschriften in der Schweiz und Italien zusammen. Er war jahrelang Mitglied der Kommission Giustizia e Pace und der Coscienza Svizzera. Er ist, zusammen mit Fabrizio Panzera, Autor von Partito Popolare Democratico: oltre cent’anni di storia (Popolo e Libertà Edizioni, Bellinzona 1997).